# 星福寺 (加須市)
星福寺（せいふくじ）は、埼玉県加須市にある真言宗智山派の寺院。

## 歴史
康平年間（1058年 - 1065年）に開山された。その後、1126年（大治元年）に近くの「天神社」の梅の木に星が降ったという逸話から「星福寺」という寺号になったという。
境内の南には多くの地蔵が置かれている。これは江戸時代に古利根川を閉め切る工事に駆り出され、事故死した囚人の冥福を祈るために建てられたものである。地蔵像の他にも石塔があり、これは牢名主の墓石といわれている。

## 文化財
- 星福寺「十三仏板碑」（加須市指定有形文化財 平成5年12月1日指定）[2]

## 交通アクセス
- 栗橋駅より徒歩13分。